# Noah Hobbs
Pour les articles homonymes, voir Hobbs.
Noah Hobbs, né le 23 juillet 2004 à Barnstaple, est un coureur cycliste britannique. Il pratique le cyclisme sur piste et sur route. 

## Biographie

### Débuts cyclistes et carrière chez les amateurs
Initialement actif dans le football, Noah Hobbs commence sa carrière cycliste en faisant du VTT. Cependant, il découvre par la suite la route, puis la piste où il se montre rapidement performant. Il est accepté dans le programme junior de la fédération britannique (Olympic Junior Academy). Il court au niveau international pour la première fois lors de la saison 2022 chez les juniors (17/18 ans). Sur piste, il remporte la médaille d'argent sur l'omnium et la médaille de bronze en poursuite par équipes aux championnats d'Europe juniors. Sur route, il remporte une étape du Keizer der Juniores et termine troisième du classement général de cette course. Il gagne également le Tour du pays de Galles juniors et le Tour de l'Ile de Man juniors.

### Carrière professionnelle
Avec son passage chez les espoirs (moins de 23 ans), il devient membre de l'équipe continentale Groupama-FDJ en 2023. En mars, il se classe quatrième de Gand-Wevelgem espoirs. En août, il prend la deuxième place du prologue de l'Arctic Race of Norway, puis porte le maillot de leader du classement général de cette course pendant une journée. Il prend également la deuxième place d'une étape au Tour d'Alsace et la troisième du Ronde van de Achterhoek. Au sein de l'équipe nationale britannique, il rejoint le programme Olympic Senior Academy. Avec l'équipe britannique, il devient champion d'Europe de poursuite par équipe espoirs. 
Lors de la saison 2024, il gagne au sprint deux étapes de l'Alpes Isère Tour au printemps et une étape du Tour Alsace pendant l’été.

## Palmarès sur route

### Par années
- 2021
  - 3e du championnat de Grande-Bretagne sur route juniors
- 2022
  - Tour du pays de Galles juniors :
    - Classement général
    - 2e et 3e étapes

  - Tour de l'Ile de Man juniors :
    - Classement général
    - Prologue et 1re étape

  - 2e étape secteur B du Keizer der Juniores
  - 3e du Keizer der Juniores
- 2023
  - 3e du Ronde van de Achterhoek
- 2024
  - 1re et 3e étapes de l'Alpes Isère Tour
  - 5e étape du Tour d'Alsace
  - 3e du championnat de Grande-Bretagne du critérium
- 2025
  - Tour de l'Alentejo :
    - Classement général
    - 1re et 3e étapes

  - 2e, 6e et 7e étapes du Tour de Bretagne
  - 4e étape de la Course de la Paix-Grand Prix Jeseníky

### Classements mondiaux
| Année                                 | 2023  | 2024 |
| ------------------------------------- | ----- | ---- |
| Classement mondial                    | 1269e | 715e |
|                                       |       |      |
| Légende : nc = non classéSource : UCI |       |      |

## Palmarès sur piste

### Championnats d'Europe
| Édition / Épreuve      | Poursuite par équipes | Américaine | Scratch | Omnium |
| Anadia 2022 (juniors)  | Bronze                |            |         | Argent |
| Anadia 2023 (espoirs)  | Or                    |            |         |        |
| Cottbus 2024 (espoirs) |                       | Argent     | Or      | Argent |
| Heusden-Zolder 2025    | Argent                |            |         |        |
| Anadia 2025 (espoirs)  | Or                    | Bronze     |         |        |

### Championnats de Grande-Bretagne
- 2024
  - 3e de la course aux points
- 2025
  -  Champion de Grande-Bretagne du scratch